# Anna Ritter

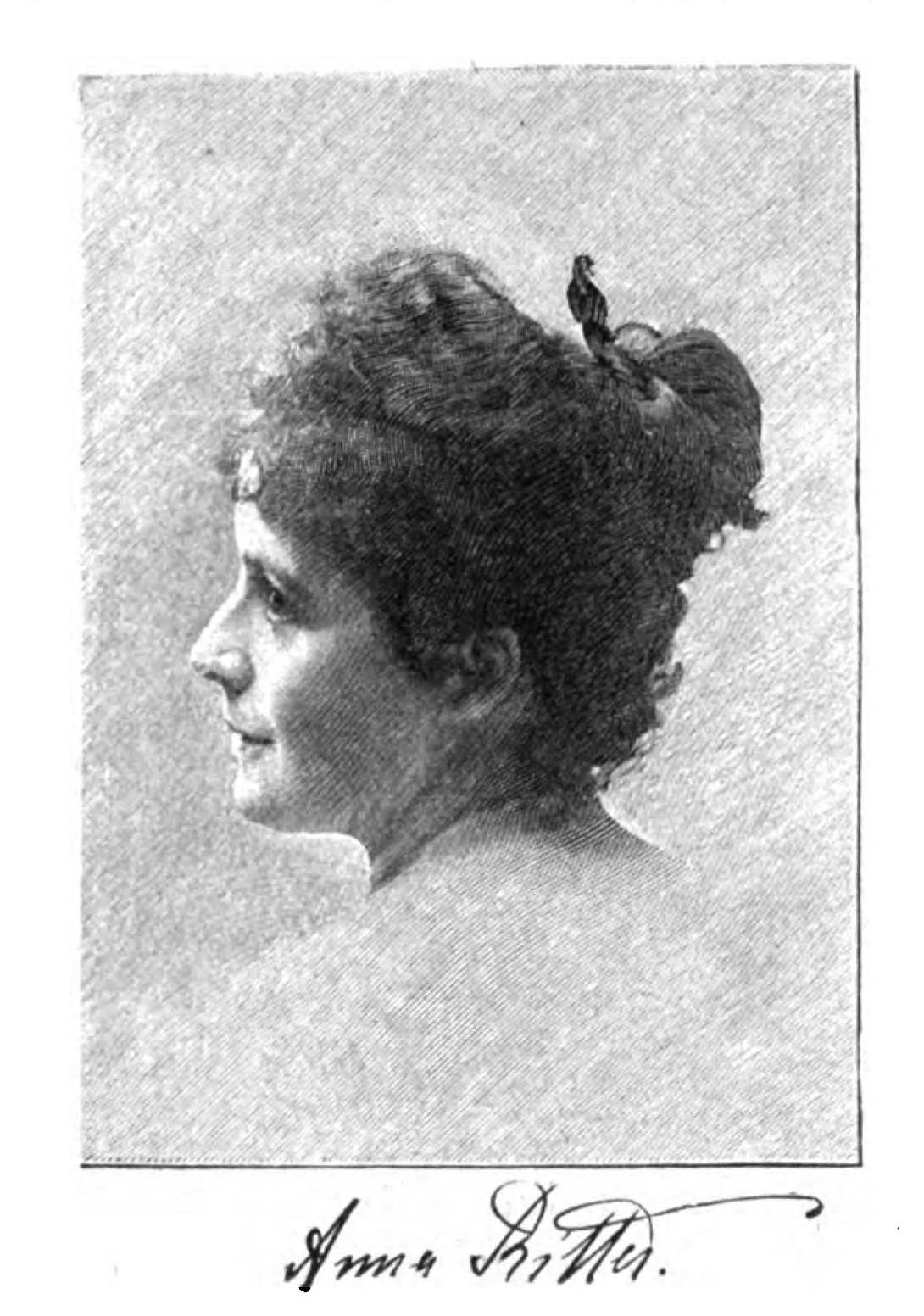
Anna Ritter (1899).

Anna Ritter, geborene Nuhn (* 23. Februar 1865 in Coburg; † 31. Oktober 1921 in Marburg), war eine deutsche Dichterin und Schriftstellerin.

## Leben
Anna Ritter reiste bereits als Kleinkind mit ihrem Vater, einem Exporthändler, nach New York City. 1869 kehrte sie nach Deutschland zurück und besuchte bis 1870 in Kassel die Schule. Danach verlebte sie zwei Jahre auf dem Herrnhuter Pensionat zu Montmirail in der französischsprachigen Schweiz. Sie kehrte nach der Ausbildung nach Kassel zurück und heiratete 1884 den späteren Regierungsrat Rudolf Ritter.
Gemeinsam mit ihm zog sie von Kassel zuerst nach Köln, später nach Berlin und Münster. Rudolf Ritter starb 1893, und sie zog nach Frankenhausen in Schwarzburg-Rudolstadt. 1898 veröffentlichte sie ihre erste Gedichtesammlung, eine weitere folgte 1900. Im gleichen Jahr wurde sie Mitarbeiterin der Zeitschrift Die Gartenlaube, die bereits vorher Gedichte von ihr veröffentlicht hatte. 1902 erschien ihre Novelle Margharita, und später folgte noch ein Reisetagebuch. Das wohl bekannteste ihrer Gedichte ist „Denkt euch, ich habe das Christkind gesehn“.
Vom Christkind
Denkt euch, ich habe das Christkind gesehen!

Es kam aus dem Walde, das Mützchen voll Schnee,

mit rotgefrorenem Näschen.

Die kleinen Hände taten ihm weh,

denn es trug einen Sack, der war gar schwer,

schleppte und polterte hinter ihm her –

was drin war, möchtet ihr wissen?

Ihr Naseweise, ihr Schelmenpack –

meint ihr, er wäre offen, der Sack?

Zugebunden bis oben hin!

Doch war gewiss etwas Schönes drin:

Es roch so nach Äpfeln und Nüssen!
Sie gehörte zum Kreis der Autoren und Schriftsteller, die im Auftrag des Kölner Schokoladeproduzenten Ludwig Stollwerck an der literarischen Gestaltung der Stollwerck-Sammelbilder und Sammelalben mitarbeiteten.

## Werke
- Gedichte, Liebeskind, Leipzig 1898. (Digitalisat),  27.–29. Aufl. Cotta, Stuttgart, Berlin 1911
- Befreiung. Neue Gedichte.  4. Aufl., Cotta, Stuttgart 1900, 15. und 16. Aufl. Ebenda 1919.

## Vertonungen
- Hanna Wawrzyk: Warnung (Lied)[2]
- Elisabeth Kuyper: Warnung Op. 17 (1922)
- Die Kasseler Komponistin Luise Greger vertonte Ritters zwei Gedichte Ich wollt', ich wär' des Sturmes Weib und Nun steigt aus blauen Tiefen (1903).
- Die luxemburgische Komponistin Helen Buchholtz vertonte folgende Gedichte Anna Ritters für Singstimme und Klavier: Der neidische Mond, Ich glaub, lieber Schatz..., Einsamkeit, In verschwiegener Nacht, O bleib bei mir, Pythia, Schlafe, ach schlafe, Schlimme Geschichte, Traumglück, Und hab so große Sehnsucht doch, Volkslied, Und um die Holzbank duftete der Flieder, Wie ein Rausch. Für Chor vertonte Buchholtz von Anna Ritter Das Ringlein sprang entzwei und Der Weg zum Glück.[3]
- Clara Faisst vertonte die Gedichte Ich glaub, lieber Schatz... und Hast nicht ein einzig Mal zurückgeschaut in ihren 5 Liedern, Op. 6 sowie das Gedicht Die Insel der Vergessenheit in ihren 2 Liedern, op. 8.[4]
- In den 4 Liedern, Op. 30 vertonte die kroatische Komponistin Dora Pejačević die Gedichte Ein Schrei, Wie ein Rausch, Ich glaub, lieber Schatz... und Traumglück.
- Zahlreiche Gedichte Ritters wurden durch Max Reger vertont, beispielsweise die 6 Gedichte von Anna Ritter, Op. 31, In verschwiegener Nacht, Sonnenregen, Vom Küssen!.[5]
- Auch andere bekannte Komponisten wie Jean Sibelius (Rosenlied, Op. 50) oder Karol Szymanowski (Das hat die Sommernacht getan, Op. 22) nahmen Gedichte Anna Ritters zur Textgrundlage für Liedkompositionen.[5]
- Die Wiener Komponistin Lio Hans (1881–1942) vertonte u. a. ihre Gedichte Sturmnacht, Schlimme Zeichen und Verzweiflung[6]